# Schweizerische Gesellschaft für Vogelkunde und Vogelschutz
Die Ala – Schweizerische Gesellschaft für Vogelkunde und Vogelschutz ist ein Verein zum Ziel, die ornithologische Forschung und die Laienornithologie in der Schweiz zu fördern und sich für den Schutz der Vögel und ihrer Lebensräume einzusetzen.
1924 gründete die Ala die Schweizerische Vogelwarte, welche sich als Forschungsinstitut im Bereich Ornithologie international einen Namen gemacht hat. Noch heute stellt die Ala mehrere Stiftungsräte der Vogelwarte, darunter das Präsidium.
Als Landesorganisation ist die Ala Mitglied von BirdLife Schweiz. Zudem bildet sie zusammen mit Nos Oiseaux, Ficedula und der Schweizerischen Vogelwarte die Schweizerische Arbeitsgemeinschaft für wissenschaftliche Ornithologie SAWO.
Seit Beginn ist die Ala Herausgeberin der Zeitschrift Der Ornithologische Beobachter. 
Zu den weiteren Aktivitäten gehört die Betreuung von 16 Schutzgebieten in der deutschsprachigen Schweiz. In ihren Schutzgebieten führen Reservatsbetreuerinnen jährlich Brutvogelkartierungen durch. Jährlich berichtet das Reservatsteam im Ornithologischen Beobachter jeweils in Heft 2 über die Aktivitäten in den Reservaten.
Schutzgebiete:
- Alpnacherried: Mündungsgebiet der Chli Schliere in den Vierwaldstättersee mit drei grösseren Halbinseln und einer Insel, die allesamt durch Baggerlöcher voneinander getrennt sind. Brutvögel: Zwerg- und Haubentaucher, Graureiher (kleine Kolonie auf der Insel), Schwarzmilan, Sumpfrohrsänger und Rohrammer. Gebiet ist ein Auengebiet und ein Flachmoor nationaler Bedeutung (Nr. 1953) und kantonales Naturschutzgebiet.
- Baldeggersee: See mit Riedwiesen mit Arten wie Lungenenzian und Kümmelblättrige Silge am Nordufer. Brutvögel: Haubentaucher,  Weißstorch, Schwarzmilan, Wasserralle, Kuckuck, Kleinspecht, Sumpfrohrsänger und Rohrammer. Gebiets ist teils Flachmoor von nationaler Bedeutung (Nr. 2387), Amphibienlaichgebiet von nationaler Bedeutung (LU213) und ein kantonales Naturschutzgebiet.
- Boniswilerried: Grösstes verbliebene Flachmoor im Kanton Aargau mit etwa 40 ha Flächengröße. Das Ried beherbergt eine Vielzahl seltener und geschützter Pflanzen, darunter mind. 13 Orchideenarten. Brutvögel: Zwergdommel, Eisvogel, Kleinspecht, Rohrschwirl und Pirol. Das Gebiet ist ein Flachmoor (Nr. 2787) und ein Amphibienlaichgebiet (AG96) von nationaler Bedeutung und kantonales Naturschutzgebiet.
- Fanel.
- Fräschelsweiher
- Frauenwinkel
- Gerlafinger Weiher
- Häftli
- Heideweg
- Lauerzersee
- Neeracherried
- Pfäffikersee
- Untere Rheininsel Rüdlingen
- Unterer Greifensee
- Weissenau
- Wengimoos

Daneben bietet die Ala Bildungsangebote im Bereich Vogelkunde wie Kurse, Exkursionen und Reisen an, organisiert Symposien, unterstützt feldornithologische Forschungsarbeiten und ermöglicht Nachwuchsforschern die Teilnahme an Tagungen und Kongressen. Weiter gehört die Ala zur Trägerschaft von ornitho.ch, der Internetplattform zum Melden von Vogelbeobachtungen.